# Saint-Germain-sur-Bresle
Saint-Germain-sur-Bresle é uma comuna francesa na região administrativa de Altos da França, no departamento de Somme. Estende-se por uma área de 8,69 km². Em 2010 a comuna tinha 208 habitantes (densidade: 23,9 hab./km²).